# Manolo Hierro
 (septembre 2014).
Si vous disposez d'ouvrages ou d'articles de référence ou si vous connaissez des sites web de qualité traitant du thème abordé ici, merci de compléter l'article en donnant les références utiles à sa vérifiabilité et en les liant à la section « Notes et références ».
Manuel Ruiz Hierro, plus connu comme Manolo Hierro ou Hierro II, né le 8 février 1962 à Vélez-Málaga (Andalousie, Espagne), est un footballeur espagnol reconverti en entraîneur. 
Il jouait au poste de défenseur central. Ses frères Antonio et Fernando Hierro sont aussi footballeurs.

## Biographie
Pendant quelques années, il joue avec son frère aîné Antonio Hierro au CD Málaga. Celui-ci est connu comme Hierro I tandis que Manolo est connu comme Hierro II. Manolo et Antonio sont les frères aînés du joueur du Real Madrid Fernando Hierro.
Manolo Hierro se forme dans les catégories juniors du CD Málaga. De 1980 à 1986, il joue avec l'équipe première de Málaga. De 1986 à 1988, il joue au Real Valladolid.
En 1988, Manolo Hierro est recruté par le FC Barcelone mais il ne joue aucun match. Le vice-président Joan Gaspart le recrute mais l'entraîneur Johan Cruijff qui vient d'arriver au Barça n'en veut pas. Manolo Hierro est transféré au Real Betis le même été de son arrivée au Barça.
En 1989, il signe avec le CD Tenerife où il met un terme à sa carrière de joueur en 1993.
Manolo Hierro devient ensuite directeur sportif du Málaga CF. À la surprise générale, il entraîne Málaga à la suite du limogeage d'Antonio Tapia en janvier 2006 mais il ne parvient pas empêcher la relégation en deuxième division. Il quitte le club à ce moment.
En décembre 2007, il devient entraîneur de l'UD Puertollano. Il est limogé en 2008.